# کیتو (زامبیا)
کیتو (به لاتین: Kitwe) یک شهر در زامبیا است که در استان کوپربلت واقع شده‌است. کیتو ۵۰۴٬۱۹۴ نفر جمعیت دارد.

## خواهرخوانده
شهرهای بایا ماره، دیترویت، بور (صربستان)، شفیلد و پونتا گروسا خواهرخوانده‌های کیتو (زامبیا) هستند.